# Kfar Adumim
Kfar Adumim (hebrejsky כְּפַר אֲדֻמִּים, doslova „Červená vesnice“, v oficiálním přepisu do angličtiny Kefar Adummim), je izraelská osada a vesnice typu společná osada (jišuv kehilati) na Západním břehu Jordánu v distriktu Judea a Samaří a v Oblastní radě Mate Binjamin.

## Geografie
Nachází se v nadmořské výšce 350 metrů, v kopcovité krajině na severním okraji Judské pouště, na jižním okraji kaňonu Nachal Prat (zvaného též vádí Kelt). Obec leží cca 5 kilometry severovýchodně od města Ma'ale Adumim, cca 10 kilometrů severovýchodně od historického jádra Jeruzalému a cca 60 kilometrů jihovýchodně od centra Tel Avivu. Je součástí územně souvislého bloku izraelských sídel (tzv. Guš Adumim), jejichž centrem je město Ma'ale Adumim, rozkládajících se východně od Jeruzaléma.
Obec je napojena na dopravní síť prostřednictvím silnice číslo 1, která prochází asi 1 kilometr jižně od Kfar Adumim a spojuje ji s aglomerací Jeruzaléma a Tel Avivu i s oblastí okolo Mrtvého moře. Východně od Kfar Adumim pak vede k severu lokální silnice číslo 458 (takzvaná Alonova silnice), která napojuje další izraelské osady v pouštní oblasti severovýchodně od Jeruzaléma (Alon a Ma'ale Michmas). Formální součástí Kfar Adumim jsou osady Nofej Prat a Alon situované cca 1 kilometr západním a východním směrem od vlastního Kfar Adumim. Fakticky ale jde o samostatné obce, s vlastním zastoupením v Oblastní radě Mate Binjamin.

## Dějiny
Obec Kfar Adumim byla založena roku 1979, konkrétně v září 1979. Prvních deset rodin sem přišlo z nedaleké lokality Mišor Adumim (dnes průmyslová zóna východně od Ma'ale Adumim). Šlo o jednu z prvních izraelských osad založenou na Západním břehu Jordánu, která měla od počátku umožnit soužití sekulárních i nábožensky orientovaných Izraelců, například formou smíšené sekulární i náboženské výuky v zdejší základní škole.
Během 90. let 20. století byla východně od stávající osady založena nová čtvrť nazvaná Alon a později západně od Kfar Adumim i čtvrť Nofej Prat. Obě tyto nové čtvrti mají okolo 400 obyvatel a jsou fakticky samostatnými obcemi. Podle plánů z počátku 21. století měl byl celý blok osad Guš Adumim okolo města Ma'ale Adumim včetně Kfar Adumim zahrnut do Izraelské bezpečnostní bariéry a oddělen tak od okolních arabských vesnic. Bariéra měla probíhat severně od Kfar Adumim. Podle stavu z roku 2008 ale nebyla tato bariéra v tomto úseku dosud postavena a ani její trasa nebyla oficiálně stanovena. Izrael si hodlá tuto část Západního břehu Jordánu ponechat i po případné mírové smlouvě s Palestinci.

## Demografie
Obyvatelstvo Kfar Adumim je cca z 50 % složeno z nábožensky orientovaných a z cca 50 % ze sekulárních Izraelců. Formálně jde sice o sídlo vesnického typu (bez statutu místní rady ani města), ve své kategorii ovšem jde o poměrně lidnatou obec. Podle údajů z roku 2014 tvořili naprostou většinu obyvatel Židé - cca 3900 osob (včetně statistické kategorie "ostatní", která zahrnuje nearabské obyvatele židovského původu ale bez formální příslušnosti k židovskému náboženství, cca 4000 osob).
Jde o obec s dlouhodobě rostoucí populací. K 31. prosinci 2014 zde žilo 3952 lidí. Během roku 2014 populace stoupla o 6,2 %.

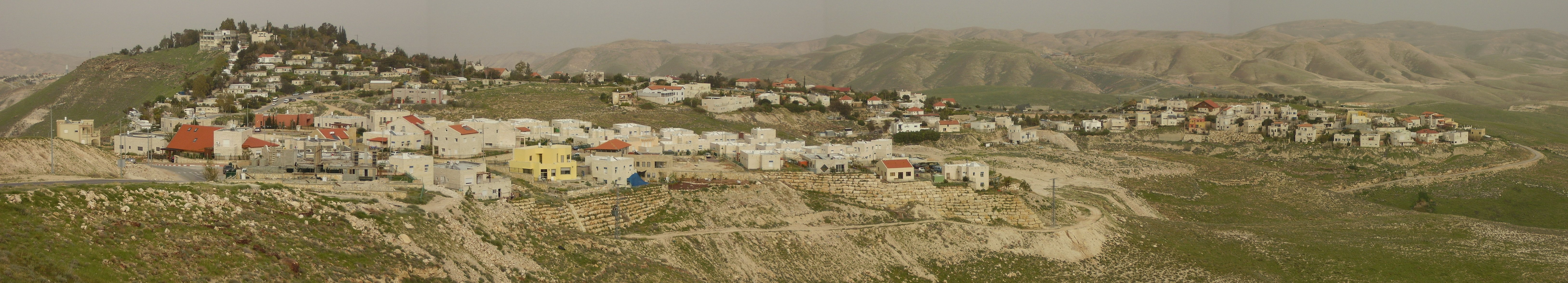
pohled na Kfar Adumim z osady Nofej Prat

Výhledově se má populace obce zvýšit ze současných více než 300 rodin na cca 500 rodin. Statistické výkazy ovšem do populace Kfar Adumim zahrnují i obyvatele sousedních osad Nofej Prat a Alon, které formálně stále existují jako její součást, ale ve skutečnosti jsou zcela nezávislé. Populace těchto dvou autonomních podčástí Kfar Adumim dosahuje cca 800 a tuto sumu je tedy nutné odečíst pro zjištění počtu obyvatel v samotné osadě Kfar Adumim.
| Rok            | 1982 | 1983 | 1985 | 1986 | 1987 | 1988 | 1989 | 1990 | 1991 | 1992 | 1993 | 1994  | 1995  | 1996  | 1997  | 1998  | 1999  | 2000  |
| -------------- | ---- | ---- | ---- | ---- | ---- | ---- | ---- | ---- | ---- | ---- | ---- | ----- | ----- | ----- | ----- | ----- | ----- | ----- |
| Počet obyvatel | 237  | 253  | 413  | 419  | 479  | 522  | 559  | 644  | 750  | 867  | 966  | 1 010 | 1 120 | 1 280 | 1 380 | 1 430 | 1 590 | 1 690 |

| Rok            | 2001  | 2002  | 2003  | 2004  | 2005  | 2006  | 2007  | 2008  | 2009  | 2010  | 2011  | 2012  | 2013  | 2014  |
| -------------- | ----- | ----- | ----- | ----- | ----- | ----- | ----- | ----- | ----- | ----- | ----- | ----- | ----- | ----- |
| Počet obyvatel | 1 750 | 1 790 | 1 866 | 2 006 | 2 127 | 2 312 | 2 542 | 2 686 | 3 099 | 3 286 | 3 434 | 3 527 | 3 722 | 3 952 |